# Ilya Golossov
Ilya Aleksandrovitch Golossov (en russe : Илья Александрович Голосов ; 31 juillet 1883, Moscou – 29 janvier 1945, Moscou) est un architecte soviétique. Figure du constructivisme en 1925-1931, Ilya Golossov développe ensuite son propre style postconstructiviste, prémices de l'architecture stalinienne. Il est le frère de Panteleimon Golossov.

## Carrière

### Formation, Première Guerre mondiale et Révolution de 1917
Golossov fit ses études à l'École d'art de Stroganov et à l'École de peinture, sculpture et architecture de Moscou, se diplômant en 1912. Avant la Première Guerre mondiale, il fit une formation dans l'atelier d'Igor Grabar et Alekseï Chtchoussev, et il collabora avec Marian Peretiatkovitch (ru) et Ivan Rerberg (ru) sur le bâtiment des Assurances du nord (Moscou), et en 1913 avec Otto von Dessien. En 1914-1917, Golossov servit en tant qu'ingénieur militaire. En 1918, Golossov rejoignit l'office d'architecture d'État de Moscou dirigé par l'architecte néoclassique Ivan Joltovsky, et resta avec lui tout au long de la guerre civile tout en enseignant à l'Université technique d'État de Moscou et au Vkhoutemas.

### Un style propre (1918-1925)
Le travail de Golossov (comme celui de tous ses collègues) durant la guerre civile et les premières années de la NEP fut limité à des projets d'aménagement urbain, paysager et de réparation. Une décennie de trouble (1914-1922) aboutissait à une situation inattendue pour la profession et les frères Golossov en particulier : leur première occasion de construire quelque chose arriva alors qu'ils avaient déjà 40 ans passés. La « nouvelle génération » avait en fait le visage d'hommes déjà âgés avec une formation prérévolutionnaire ; la génération qui lui succédera (Ivan Leonidov et la promotion de 1929) commençait à peine leurs études d'architecture.
Ilya Golossov participa à de nombreux concours des années 1920, notamment avec le premier, en 1922-1923, pour le Pavillon du travail. Golossov développa un style personnel, où le bâtiment était une masse massive et centrale ; d'autres petites formes autour et les détails lui étaient subordonnés et suivaient un rythme décroissant, comme une onde à la surface de l'eau. Golossov définit lui-même ce style de romantisme symbolique ; c'était avant qu'il rejoigne la mouvance constructiviste.

### Constructivisme (1925-1932)

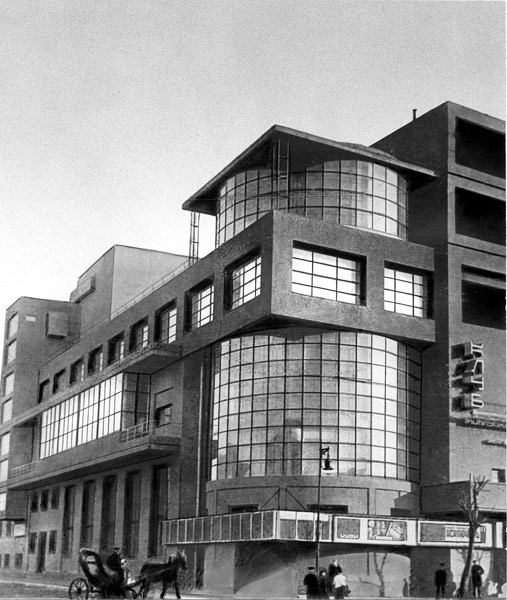
Club Zouïev, 1926

En 1924, Golossov était en profonde admiration devant les immeubles Arkos et du Leningrad Pravda des frères Vesnine. Il se joignit alors au mouvement constructiviste et devint membre du groupe OSA dès son origine, en décembre 1925. Les projets de Golossov de cette période montrent une attention particulière aux façades en verre, mettant en valeur la structure interne comme forme dominante. En dehors de nombreux concours, Golossov reçut beaucoup de commandes concrètes. Comme les frères Vesnine, il avait reçu une éducation et une formation d'ingénieur prérévolutionnaires qui l'ont aidé pour la concrétisation de ses réalisations. À la différence des théoriciens comme Moisei Ginzbourg ou Ivan Leonidov, Golossov était trop occupé par la gestion effective des chantiers pour s'impliquer dans les débats théoriques des années 1925-1929.
Comme Selim Khan-Magomedov l'a fait remarquer, « il signa les plus intéressantes réalisations du Constructivisme, sans pour autant s'enfermer dans un Constructivisme forcené. Il comprit que les théories constructivistes contredisaient ses propres conceptions architectoniques du début des années 1920 [...] Golossov accepta le Constructivisme mais superficiellement, comme une mode, non comme un style fonctionnel performant. » Pourtant pendant une courte période, entre 1925 et 1928, le monde des architectes le considéra comme le maître du Constructivisme, notamment grâce ses réalisations très remarquées comme le club Zouev en 1925 (voir : photographies de l'intérieur) et une succession de remarquables projets de concours en 1926.

### Postconstructivisme (1932-1941)
En 1932, quand l'État fit comprendre qu'il fallait abandonner l'avant-garde au profit de l'architecture néoclassique, Golossov répondit en adaptant de façon néoclassique son concept de romantisme symbolique. Golossov et ses adeptes ont remplacé délibérément les détails historiques bien établis (colonnes, chapiteaux, frises et corniches) avec leurs propres inventions — pour se différencier d'un pur revitalisation d'un style ancien comme Joltovsky. La particularité la plus répandue était leurs colonnes minces et à section carrée avec des bases et des chapiteaux rectangulaires. Pendant une courte période, de 1932 à 1936, ce nouveau style, le postconstructivisme (terme forgé par Selim Khan-Magomedov), devint le plus commun en Russie soviétique.
Ilya Golossov, nommé à la direction de l'atelier l'architecture du Mossoviet, perfectionna son style entre 1932 et 1934 en participant à de nombreux concours. À la différence de Melnikov, qui perdit son emploi en 1936, Golossov réussit à construire jusqu'en 1941 des bâtiments de style postconstructiviste comme l'immeuble Teplobeton, rue Spiridonovka (1933-1934) ou l'immeuble donnant sur le boulevard Yaouzsky (1936-1941). En 1938, il dessina et conduisit le chantier d'un immeuble de logement dans un style typiquement stalinien à Nijni Novgorod (rue Oktiabskaïa), qui lui valut une mention posthume honorable dans l'édition de 1949 de XXX years of Soviet architecture.

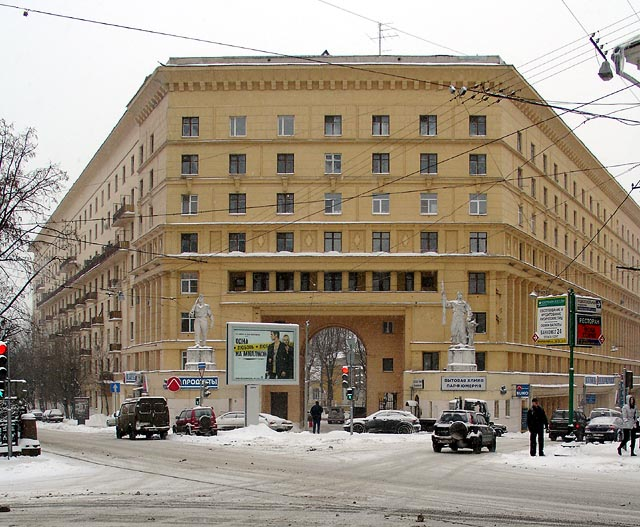
Ilya Golossov. 2, boulevard Yaouzsky, 1936-1941
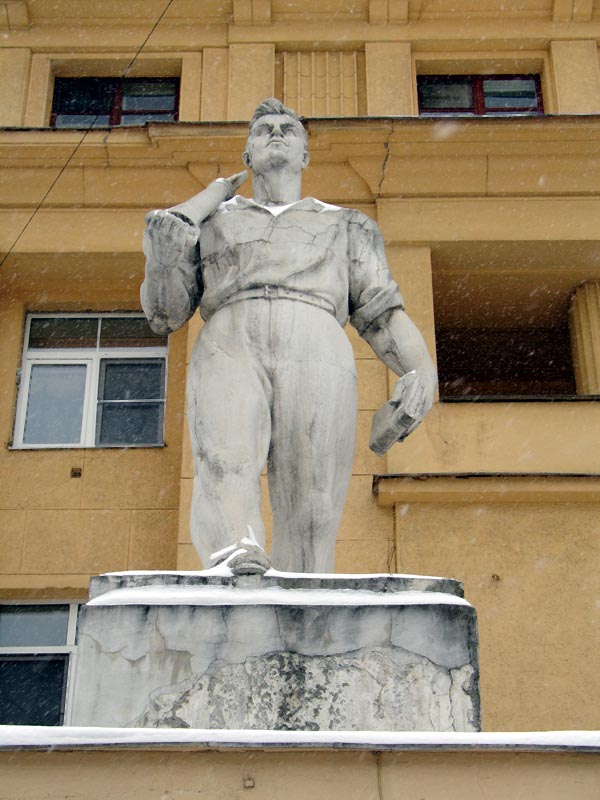
Ilya Golossov. 2, boulevard Yaouzsky, fragment

### Mort et héritage
Ilya Golossov continua d'enseigner l'architecture tout au long de la Seconde Guerre mondiale. Comme son frère Panteleïmon, Ilya mourut en 1945 à Moscou et fut enterré au cimetière de Novodevitchi.

## Bâtiments

### Bâtiments réalisés
- 1912 - participation au bâtiment des Assurances du nord, Moscou (architectes Marian Peretiatkovitch et Ivan Rerberg)
- 1923 - Pavillon de l'Extrême Orient pour la Foire agricole de toutes les régions de Russie, Moscou (démoli, croquis du projet portail chinois)
- 1926 - Club Zouïev, Moscou
- 1931 - Maison commune (immeuble de 400 appartements), Ivanovo (photographies)
- 1932 - Immeuble Teplobeton, rue Spriridonovka, Moscou (Photographies, avant la construction et aujourd'hui)
- 1936 - Immeuble de logement, boulevard Yaouzsky, Moscou
- 1938 - Collège des syndicats, Moscou
- 1938 - Immeuble sur la rue Oktiabrskaïa, Nijni Novgorod

### Concours et esquisses non réalisées
- 1923 - Palais du travail, Moscou (croquis du projet).